# Podkrepa
Podkrepa (bułg. Подкрепа) – wieś w południowej Bułgarii, znajdująca się w obwodzie i gminie Chaskowo. Według danych Narodowego Instytutu Statystycznego, 31 grudnia 2011 roku wieś liczyła 129 mieszkańców.